# Jan Koller
Jan Koller (* 30. März 1973 in Smetanova Lhota) ist ein ehemaliger tschechischer Fußballspieler.

## Sportliche Laufbahn

### Vereinskarriere

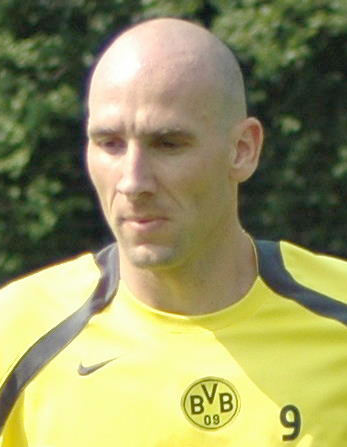
Koller bei Borussia Dortmund (2006)

Nach dem Beginn in der Jugend bei TJ Smetanova Lhota, ein Verein aus seiner Heimatstadt, und ZVVZ Milevsko, kam Jan Koller 1994 mit 20 Jahren zu Sparta Prag, dem Serienmeister und Top-Verein seines Heimatlandes. Nachdem er sich in drei Jahren in Prag nicht hatte durchsetzen können, wechselte er nach Belgien zum SK Lokeren. Hier entwickelte er sich weiter und wurde in der Saison 1998/99 mit 24 Treffern Torschützenkönig der ersten belgischen Liga. 1999 wechselte Koller von Lokeren zum belgischen Traditionsclub RSC Anderlecht, bei dem er zum internationalen Top-Stürmer reifte. In den zwei Spielzeiten 1999–2001 erzielte er 43 Tore für den RSC, wurde zweimal belgischer Meister und sammelte auch erste Erfahrungen in der Champions League. In der Saison 1999/00 wurde Koller zum belgischen Fußballer des Jahres gewählt.
2001 wechselte der Angreifer in die deutsche Bundesliga. Mit Borussia Dortmund wurde er gleich in der ersten Saison Deutscher Meister und erreichte das Finale im UEFA-Pokal, das Dortmund gegen Feyenoord Rotterdam allerdings verlor. Im Finale traf er zum 2:3; dieser Spielstand war auch das Endergebnis.
Für eine Bundesliga-Geschichte der besonderen Art sorgte Koller am 9. November 2002. Im Auswärtsspiel seiner Dortmunder beim FC Bayern München hütete Koller ab der 67. Minute das Tor seines Teams, nachdem der damalige Dortmunder Keeper Jens Lehmann vom Platz gestellt worden und das Auswechselkontingent des BVB zu diesem Zeitpunkt schon ausgeschöpft war. Koller streifte sich Lehmanns Trikot über und zeigte einen der besten Auftritte eines torhütenden Feldspielers in der Bundesliga. Vom Kicker-Sportmagazin wurde Koller nach diesem 12. Spieltag sogar in die „Elf des Tages“ berufen – auf der Torhüterposition. Das letzte seiner insgesamt fünf Jahre in Deutschland stand unter keinem guten Stern: Nach einem Kreuzbandriss im September 2005 war Koller langzeitverletzt und fiel bis Mai 2006 aus.
Anfang Juni 2006 wechselte Koller von Borussia Dortmund zum AS Monaco und erzielte dort in 50 Spielen insgesamt zwölf Tore. Anfang Januar 2008 kehrte Koller in die Bundesliga zurück und unterschrieb beim 1. FC Nürnberg einen Kontrakt bis Juni 2010. Der Club hatte ihn zur Saisonhälfte 2007/08 geholt, um den Sturm für den Abstiegskampf zu verstärken. Der Klassenerhalt gelang dennoch nicht. Nach dem Abstieg wechselte Koller zur Saison 2008/09 zum russischen Erstligisten Krylja Sowetow Samara.
Zum Ende des Jahres 2009 löste Koller seinen Vertrag mit dem russischen Klub und ließ seine Karriere beim französischen Drittligisten AS Cannes ausklingen. Dafür unterschrieb er im Januar 2010 einen Vertrag bis 2011. Bereits bei seinem ersten Auftritt mit Cannes steuerte er das dritte Tor zum 3:0-Erfolg gegen Bayonne bei. Der zunächst an Anlaufschwierigkeiten leidende Koller konnte sich schließlich vollständig bei Cannes durchsetzen und zählte mit seinen Toren zu den gefährlichsten Stürmern der Liga. Im Sommer 2011 beendete er seine Karriere wegen anhaltender Verletzungsprobleme.

### Nationalmannschaft
Mit 25 Jahren wurde Jan Koller am 9. Februar 1999 erstmals im tschechischen Nationalteam eingesetzt; seit 2000 war er dort Stammspieler. Mit Tschechien nahm er an der EURO 2000, 2004 und 2008 sowie der WM 2006 teil. Seit Juni 2005 ist Koller alleiniger Rekordtorschütze der tschechischen Nationalmannschaft, nachdem er mit seinem 35. Länderspieltor den Rekord von Antonín Puč aus den Jahren 1926–39 einstellte (zur offiziellen Statistik des tschechischen Teams zählen auch die Begegnungen der Tschechoslowakei aus den Jahren 1920 bis 1992).
Nachdem 2006 sein Comeback nach überstandenem Kreuzbandriss in den letzten drei Spielen der Bundesligasaison erfolgreich verlaufen war, berief ihn Trainer Karel Brückner in den WM-Kader der Tschechischen Nationalmannschaft. Aber auch hier blieb Koller vom Pech verfolgt: Gleich im ersten WM-Spiel der Tschechen gegen die USA verletzte er sich erneut. In den folgenden Spielen der Tschechen gegen Ghana und Italien fehlte Koller seinem Team, und nicht zuletzt aus diesem Grund war die Weltmeisterschaft für Tschechien bereits nach der Vorrunde zu Ende.
Bei der EM 2008 erzielte Koller im letzten Vorrundenspiel gegen die Türkei die 1:0-Führung für Tschechien. Das Spiel endete trotz einer 2:0-Führung Tschechiens noch 3:2 für die Türkei, und Koller erklärte nach dem Spiel seinen Rücktritt aus der Nationalelf. Er wurde jedoch zur WM-Qualifikation 2010 in Südafrika zur Begegnung Tschechien-Slowakei nominiert, da Koller erklärt hatte, falls die tschechische Nationalmannschaft seine Hilfe benötige, wäre er bereit zu helfen. Am 5. September machte er dadurch sein 91. Länderspiel. Noch am selben Tag erklärte er allerdings seinen endgültigen Rücktritt aus der tschechischen Nationalmannschaft.

### Spielweise

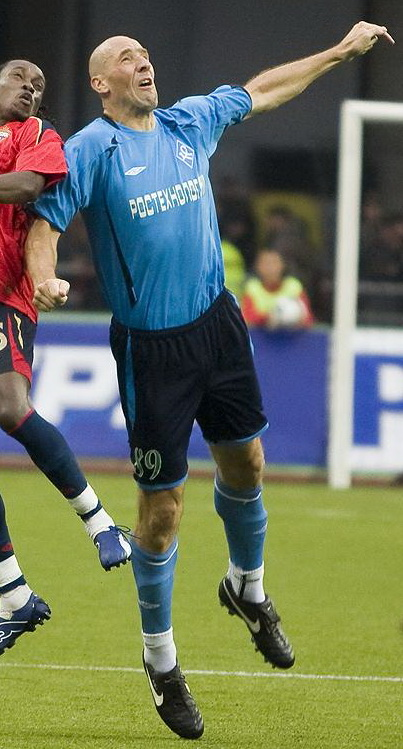
Koller im Kopfballduell

Kollers große Stärken lagen aufgrund seiner Größe von 2,02 Meter und Schuhgröße 50 sowie seines wuchtigen Körpers im Kopfballspiel und Ballabschirmen. Ebenso besaß er eine gute Technik, die allerdings an der Behäbigkeit seines großen Körpers litt.

## Erfolge

### Verein

#### Sparta Prag
- Tschechischer Meister 1995
- Tschechischer Pokalsieger 1996

#### RSC Anderlecht
- Belgischer Meister 2000, 2001
- Belgischer Ligapokalsieger 2000
- Belgischer Supercupsieger 2000

#### Borussia Dortmund
- Deutscher Meister 2002
- UEFA-Pokalfinale 2002

#### Nationalmannschaft
- Halbfinale EURO 2004

### Individuell
- Tschechiens Fußballer des Jahres 1999
- Belgiens Fußballer des Jahres 2000
- Belgischer Torschützenkönig 1999